# Sant Bartomeu de Favà
Sant Bartomeu de Favà és una església romànica de Cabó (Alt Urgell) protegida com a Bé Cultural d'Interès Local.

## Descripció
Edifici religiós d'una nau coberta amb volta de canó, sota una teulada que s'allarga fins a cobrir l'absis, que és de forma quadrada i està encarat a ponent. La façana principal té una porta d'arc de mig punt adovellada, una finestra de doble esqueixada per sobre i, coronant la façana, un campanar d'espadanya de dos ulls. Al mur sud es troba la sagristia. Sobre l'arc absidal es troba la data 1780 que correspon a una reforma que es va fer a l'església.

## Història
La vila de Favà apareix documentada per primera vegada l'any 867. La capella es menciona en la dècima de 1391, dins del deganat d'Urgellet, però no es diu la seva advocació. L'any 1575 apareix com a sufragània de Sant Serní de Cabó.